# Cladogynos orientalis
Cladogynos orientalis là một loài thực vật có hoa trong họ Đại kích. Loài này được Zipp. ex Span. mô tả khoa học đầu tiên năm 1841.